# Прямское
Прямское — деревня (село) в Маслянинском районе Новосибирской области. Входит в состав Пеньковского сельсовета.

## География
Площадь деревни — 43 гектара.

## История
В начале XX века в Прямское мигрировали жители северной части Черниговской губернии.

## Население
| 2002 | 2007 | 2010 |
| ---- | ---- | ---- |
| 196  | ↘192 | ↘144 |

## Инфраструктура
В деревне по данным на 2007 год функционируют 1 учреждение здравоохранения.

## Культура
Проживающие в деревне жители унаследовали от своих предков из Черниговской губернии различные восточнославянские обычаи: свадебные игры и песни, календарные обряды, жанры календарно-обрядового фольклора, масленские обряды и песни, обряды посевания и кусания колоты на Святки, хороводы, исполнявшиеся со второго дня Пасхи до Дня Святой Троицы и т. д.